# Daniil Dmitrijewitsch Chudjakow
Daniil Dmitrijewitsch Chudjakow (russisch Даниил Дмитриевич Худяков; * 9. Januar 2004 in Moskau) ist ein russischer Fußballtorwart.

## Karriere

### Verein
Chudjakow begann seine Karriere bei Lokomotive Moskau. Im September 2020 debütierte er für das drittklassige Farmteam Lokomotive-Kasanka Moskau in der Perwenstwo PFL. In der Saison 2020/21 kam er insgesamt zu 13 Drittligaeinsätzen. Im April 2021 stand er zudem erstmals im Kader der Profis von Lok, kam allerdings noch nicht zum Einsatz. Im September 2021 gab er gegen den FK Chimki schließlich sein Debüt für die Profis in der Premjer-Liga, als er in der 54. Minute für Sergei Babkin eingewechselt wurde, nachdem Stammtormann Guilherme zuvor mit Rot vom Platz gestellt worden war. Bis zum Ende der Saison 2021/22 kam er zu zwölf Ligaeinsätzen. In der Saison 2022/23 absolvierte er 14 Spiele, ehe er nach der Winterpause von Neuzugang Ilja Lantratow verdrängt wurde. In der Saison 2023/24 blieb er in Folge ohne Einsatz.
Zur Saison 2024/25 wechselte Chudjakow zum österreichischen Bundesligisten SK Sturm Graz, bei dem er einen bis 2028 laufenden Vertrag erhielt. Nachdem er bis dahin als Ersatz hinter Kjell Scherpen nicht zum Einsatz gekommen war, debütierte er am 27. November 2024 bei einem 1:0-Sieg der Grazer über den FC Girona in der Ligaphase der UEFA Champions League 2024/25.

### Nationalmannschaft
Chudjakow spielte im Dezember 2019 erstmals für eine russische Jugendnationalauswahl.

## Familie
Sein Onkel Pawel Chudjakow (* 1976) war von dessen Gründung 2013 bis zu dessen Auflösung 2021 Sportdirektor des FK Tambow, der es im Laufe der Jahre von der dritten russischen Liga in die Premjer-Liga geschafft hatte. Danach fungierte er auch drei Monate lang (Juli bis Oktober 2021) als Generaldirektor bei Kuban Krasnodar.
Sein jüngerer Bruder Roman Chudjakow (* 2008) ist ebenfalls Fußballspieler und spielt aktuell (Stand: 2024) im Nachwuchsbereich von Lok Moskau.

## Erfolge
- Österreichischer Meister: 2025